# Juan Antonio Deusto Olagorta
Juan Antonio Deusto Olagorta   (Bilbao, 8 de gener de 1946 - 21 de juliol de 2011) fou un futbolista professional basc de la dècada de 1970.
Es formà al futbol base de l'Athletic Club jugant amb el primer equip entre 1965 i 1970. Gairebé no va tenir minuts en coincidir amb José Ángel Iribar, pel que el 1970 hagué de marxar al Club Deportivo Málaga. En el club andalús va viure els seus millors anys, guanyant el Trofeu Zamora la temporada 1971-72. Entre 1975 i 1980 fou jugador de l'Hèrcules CF. També jugà un partit amb la selecció d'Espanya.